# Christmas Spirit
Christmas Spirit – album amerykańskiej piosenkarki Donny Summer wydany w 1994 roku przez Mercury Records.
Album zawierał bożonarodzeniowy repertuar, w tym świąteczne standardy oraz trzy nowe utwory, współtworzone przez Summer, jej męża Bruce’a Sudano oraz Michaela Omartiana, który wyprodukował cały materiał.

## Lista utworów
1. „White Christmas” – 2:55
2. „The Christmas Song” – 4:20
3. „O Come All Ye Faithful” – 4:40
4. „Christmas Is Here” – 3:22
5. „Christmas Medley” – 5:20
6. „I’ll Be Home for Christmas” – 3:30
7. „Christmas Spirit” – 4:53
8. „Breath of Heaven” – 6:04
9. „O Holy Night” – 4:12
10. „Lamb of God” – 7:24